# Cnemaspis yercaudensis
Espèce
Statut de conservation UICN

 LC  : Préoccupation mineure
Cnemaspis yercaudensis est une espèce de geckos de la famille des Gekkonidae.

## Répartition
Cette espèce est endémique du Tamil Nadu en Inde.

## Description
C'est un gecko terrestre, diurne et insectivore.

## Étymologie
Son nom d'espèce, composé de yercaud et du suffixe latin -ensis, « qui vit dans, qui habite », lui a été donné en référence au lieu de sa découverte, la ville de Yercaud.

## Publication originale
- Das & Bauer, 2000 : Two new species of Cnemaspis (Sauria: Gekonidae) from Tamil Nadu, southern India. Russian Journal of Herpetology, vol. 7, n. 1, p. 17-28 (texte intégral).